# Herzogtum Angoulême
Die Grafschaft Angoulême mit der Hauptstadt Angoulême bestand bereits im 9. Jahrhundert. Sie befand sich bis zum Beginn des 13. Jahrhunderts im Besitz des Hauses Taillefer und wurde dann an das Haus Lusignan vererbt.
1308 übernahm die französische Krone die Grafschaft, fügte sie in die Domaine royal ein und gab sie als Paragium und später auch als Herzogtum Angoulême innerhalb der Familie weiter.

Provinzen Frankreichs (1477). Die Grafschaft Angoulême in Violett.

## Liste der Grafen und Herzöge von Angoulême

### Grafen von Angoulême

#### Erste Grafen
- 839–863: Turpion, † 4. Oktober 863 im Kampf gegen die Normannen
- 863–866: Emenon, † 22. Juni 866, dessen Bruder

#### Haus Taillefer
- 866–886: Vulgrin I., Graf von Angoulême, Périgord und Agen
- 886–916: Alduin I., dessen Sohn
- 916–926: Adémar, ehemaliger Graf von Poitiers, Neffe Turpions, ⚭ Sancia, vermutlich Tochter von Vulgrin I.
- 926–945: Wilhelm II. Taillefer, Sohn Alduins I.

Der Beiname Taillefer, im Kampf gegen die Wikinger erworben, wird an die Nachkommen weitergegeben; die gräfliche Familie wird als Haus Taillefer bezeichnet.
- 945–950: Bernard, Sohn von Wilhelm I. von Périgord, also leiblicher Vetter seines Vorgängers
- 950–952: Arnaud Barnabé, dessen Sohn
- 952–962: Wilhelm III. Tallerand, dessen Bruder
- 962–975: Ranulf Bompar, dessen Bruder
- 975–998: Arnaud Manzer, unehelicher Sohn Wilhelms II. ⚭ I Raingarde, ⚭ II Hildebarde d'Aunay
- 989–1028: Wilhelm IV. Taillefer, Sohn Arnauds und Raingardes, ⚭ Gerberge, Tochter Gottfried I., Graf von Anjou
- 1028–1031: Alduin II., dessen Sohn, ⚭ Adélaïde de Fronsac
- 1031–1047: Gottfried, dessen Bruder, ⚭ Pétronille d'Archiac
- 1047–1087: Fulko, dessen Sohn, ⚭ Condoha de Vegena
- 1087–1120: Wilhelm V. Taillefer, dessen Sohn, ⚭ Vitapoy de Bénauges
- 1120–1140: Vulgrin II., dessen Sohn, ⚭ Ponce de Montgomery
- 1140–1179: Wilhelm VI. Taillefer, dessen Sohn, ⚭ Marguerite de Turenne
- 1179–1181: Vulgrin III., dessen Sohn, ⚭ Elisabeth d'Amboise
- 1181–1186: Wilhelm VII. Taillefer, dessen Bruder
- 1186–1203: Aymar, dessen Bruder, ⚭ Alice de Courtenay
- 1203–1246: Isabella, dessen Tochter, ⚭ König Johann von England und dann mit Hugo X. von Lusignan

#### Haus Lusignan
- 1220–1249: Hugo I., Herr von Lusignan, Graf von La Marche ⚭ Isabella von Angoulême, Tochter Aymars und Witwe von König Johann Ohneland
- 1249–1250: Hugo II., dessen Sohn, Herr von Lusignan, Graf von La Marche ⚭ Jolanda von Bretagne
- 1250–1270: Hugo III., dessen Sohn, Herr von Lusignan, Graf von La Marche ⚭ Johanna von Fougères
- 1270–1303: Hugo IV., dessen Sohn, Herr von Lusignan, Graf von La Marche ⚭ Beatrix von Burgund
- 1303–1308: Guido I., dessen Bruder, Herr von Lusignan, Graf von La Marche

- Nach dem Tod Guidos verkauften dessen Schwestern Johanna und Isabella die Grafschaft Angoulême an König Philipp IV. Die Grafschaft blieb in der Domaine royal, bis König Karl IV. sie 1325 an seinen Vetter Philipp von Évreux, bzw. Karl VI. sie als Apanage an seinen jüngeren Bruder Ludwig von Orléans gab.

#### Haus Frankreich-Évreux
- 1325–1343: Philipp von Évreux, 1328 König von Navarra

#### De la Cerda
- 1350–1354: Charles de la Cerda (* 1326; † 1354), Connétable von Frankreich

#### Haus Valois-Angoulême
- 1394–1407: Louis de Valois (* 1372, † 1407), Herzog von Orléans, Sohn König Karls V., ⚭ Valentina Visconti (* 1368, † 1408)
- 1407–1467: Jean de Valois (* 1399, † 1467), dessen Sohn, Graf von Périgord, ⚭ Marguerite de Rohan († 1497)
- 1467–1496: Charles de Valois (* 1459, † 1496), dessen Sohn, Graf von Périgord, ⚭ Luise von Savoyen (* 1476, † 1531)
- 1496–1515: François de Valois (* 1494, † 1547), 1515 König von Frankreich als Franz I.

1515: Rückkehr von Angoulême in die Domaine royal

### Herzöge von Angoulême

#### ParagierteHerzöge
- 1583–1619: Diane de France (* 1538; † 1619), 1563–1583 Herzogin von Châtellerault, uneheliche Tochter von König Heinrich II.

1619: Rückkehr in die Domaine royal
- 1619–1650: Charles de Valois (* 1573, † 1650), Herzog von Angoulême, unehelicher Sohn von König Karl IX. und Marie Touchet, ⚭ Charlotte de Montmorency
- 1650–1653: Louis-Emmanuel de Valois (* 1596, † 1653), Herzog von Angoulême, dessen Sohn, ⚭ Henriette de la Guiche (Haus La Guiche)
- 1653–1696: Marie Françoise de Valois (* 1632, † 1696), ⚭ 1649
- 1653–1654: Louis de Lorraine, Herzog von Joyeuse († 1654), Herzog von Angoulême de iure uxoris

1696: Rückkehr in die Domaine royal

#### Titularherzöge von Angoulême
- 1775–1824: Louis Antoine de Bourbon (* 1775, † 1844), ältester Sohn König Karls X., wird bis 1824 Herzog von Angoulême genannt, bis er bei der Thronbesteigung seines Vaters Dauphin von Frankreich wird.

#### Orleanistische Prätendenten
- Eudes d’Orléans, dritter Sohn von Henri d’Orléans, Herzog von Frankreich und Graf von Paris duc, seit 1987.